# USS Bougainville (LHA-8)
El USS Bougainville (LHA-8) será el tercer buque de asalto anfibio de la clase America; se unirá a la Armada de los Estados Unidos en 2025.

## Diseño

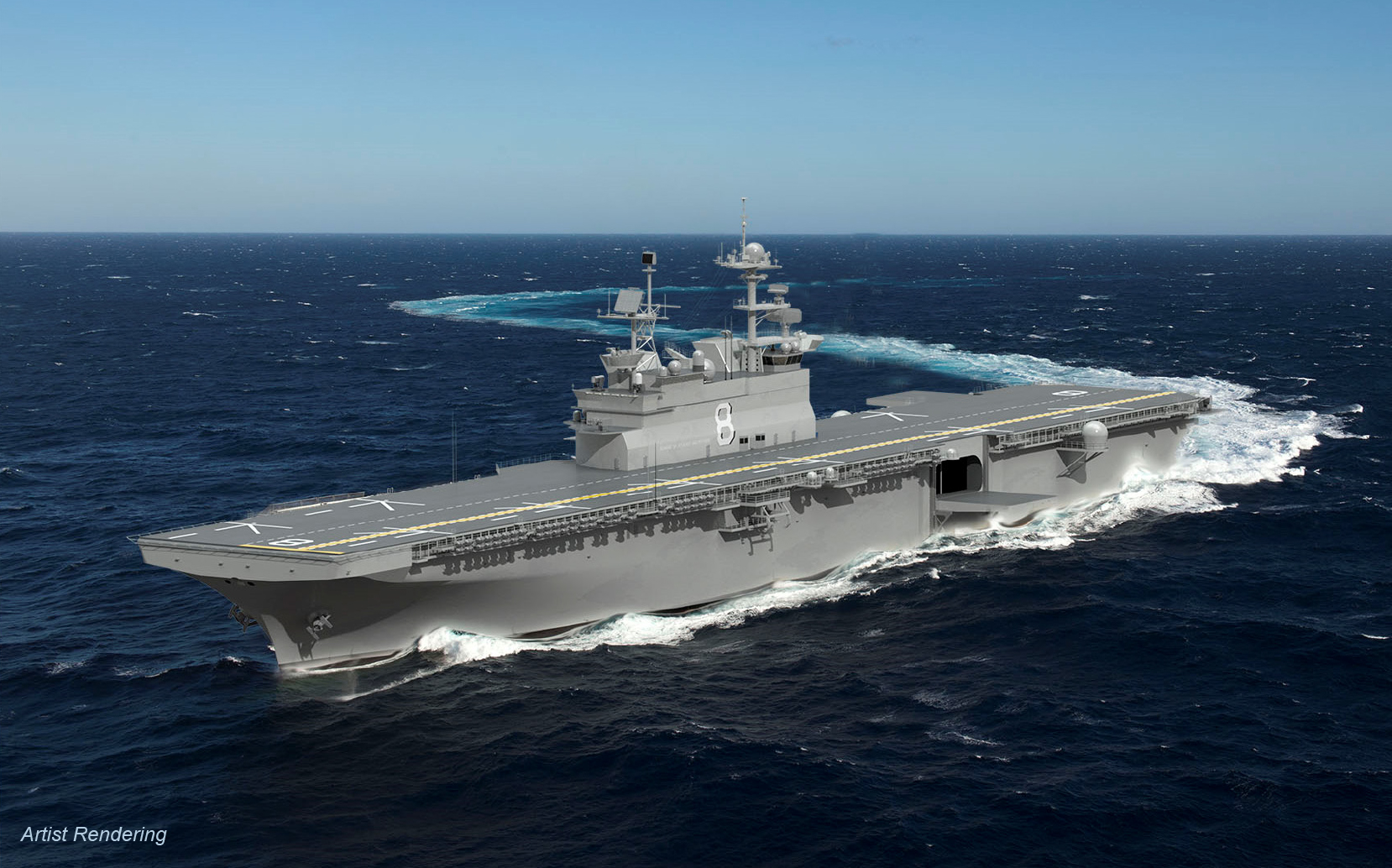
Una representación artística del futuro USS Bougainville (LHA 8)

El diseño del USS Bougainville se basa en el USS Makin Island, que es una versión mejorada del buque de asalto anfibio de la clase Wasp. Si bien Makin Island tiene una cubierta de pozo, los dos barcos anteriores del Bloque 0 de la clase America, USS America y USS Tripoli, se diseñaron y construyeron sin una cubierta de pozo para dejar espacio para aviones y combustible de aviación. El Bougainville será el primer barco del Bloque I de la clase América, y como tal incluirá una cubierta de pozo. El diseño del Bloque I de los barcos de clase América, incluido el de Bougainville, adoptan una modificiación, incorporando un hangar de aviones un poco más pequeño, así como espacios médicos y de otro tipo más pequeños para adaptarse a una pequeña cubierta de pozo para operaciones de conexión de superficie. La estructura de la isla también se modificará para liberar más espacio en la cabina de vuelo para acomodar el mantenimiento de los V-22, compensando parte del espacio de hangar de aviones perdido.
El Bougainville será el primero de su clase construido con una cubierta principal rediseñada y más fuerte; los buques anteriores de clase América, América y Trípoli, requerían cada uno una actualización para manejar la tensión de las operaciones de vuelo diarias del F-35B Lightning II. Además, Bougainville incorporará el radar de búsqueda aérea de volumen AN/SPY-6 Enterprise Air Surveillance Radar (EASR) en lugar del radar de búsqueda aérea AN/SPS-48 G en America y Trípoli. Los portaaviones clase Gerald R. Ford comenzando con el John F. Kennedy (CVN-79) y los barcos de guerra anfibios de clase LX(R) planeados también tendrán este radar.

## Construcción
En octubre de 2018 Huntington Ingalls Industries inició la fabricación de los elementos del buque en el astillero Ingalls Shipbuilding de Misisipi. La puesta de quilla se hizo el 14 de marzo de 2019. En 2022 se reportó un retraso en la construcción y el atraso de la entrega hasta 2025.
El 30 de junio de 2023 se informó de un incendio en la superestructura del barco, hubo seis heridos leves y, según se informa, daños mínimos al barco. El incendio está siendo investigado por la Marina y Ingalls Shipbuilding.